# Frank Gabrielson
Frank Gabrielson (Nova Iorque, 13 de março de 1910 - Los Angeles, 24 de janeiro de 1980) foi um dramaturgo e roteirista estadunidense. Seus trabalhos no cinema incluem Flight of the Doves (1971), It Shouldn't Happen to a Dog (1946), Do You Love Me (1946), Don Juan Quilligan (1945), e Something for the Boys (1944). Ele também escreveu para a série de televisão Leave It To Beaver (1957-1963).

## Vida pessoal
Gabrielson foi casado com a atriz de teatro Franc Hale.